# Kroktjärnen (Holms socken, Medelpad)
Kroktjärnen är en sjö i Sundsvalls kommun i Medelpad och ingår i Ljungans huvudavrinningsområde.